# Desa Tegallega (administrativ by i Indonesien, lat -6,48, long 107,36)
Desa Tegallega är en administrativ by i Indonesien.   Den ligger i provinsen Jawa Barat, i den västra delen av landet, 60 km sydost om huvudstaden Jakarta.